# Deutsch-Skandinavische Jugend-Philharmonie
Die Deutsch-Skandinavische Jugend-Philharmonie (engl. Bez.: German-nordic youth philharmonic) ist ein 1981 gegründetes europäisches Jugendsinfonieorchester mit Sitz in Berlin. Künstlerischer Leiter und Initiator ist seither Andreas Peer Kähler.

## Proben und Konzerte
Die Deutsch-Skandinavische Jugend-Philharmonie probt in jährlich ein bis zwei Phasen, für die sich die Mitglieder aus der ganzen Welt, meist in Berlin, zusammenfinden. Gespielt wird sinfonische Literatur, insbesondere von skandinavischen Komponisten. Ziel ist es auch, zur besseren Kenntnis über nordische Orchestermusik in Deutschland beizutragen. Außerdem vergibt die Deutsch-Skandinavische Jugend-Philharmonie regelmäßig Kompositionsaufträge. Die Probensprache ist Englisch. Das Abschlusskonzert einer jeden Arbeitsphase findet traditionell in der Berliner Philharmonie statt.

## Mitglieder
Das Orchester besteht aus ca. 100 Mitgliedern im Alter von 16 bis 30 Jahren, darunter überwiegend Studenten europäischer Musikhochschulen, aber auch junge Berufsmusiker und Schüler mit besonderer instrumentaler Qualifikation und dem Berufsziel Orchestermusiker. Die Mitglieder kommen aus ca. 20 Staaten, überwiegend aus Europa, wobei der Orchesterkern aus Musikern aus Deutschland, Dänemark, Schweden, Norwegen und Finnland besteht.
Ausgewählt werden die Mitglieder jährlich neu durch ein spezielles Bewerbungsverfahren.

## Organisation
Das Orchester wird durch den gleichnamigen Verein mit Sitz in Berlin getragen. Neben einem organisatorischen Team arbeitet das Orchester auch mit Dozenten aus den führenden deutschen Berufsorchestern wie den Berliner Philharmonikern. Schirmherren des Orchesters sind der Regierende Bürgermeister Berlins sowie – jährlich wechselnd entsprechend dem jeweiligen Programmschwerpunkt – die Botschafter der Nordischen Länder in Deutschland.